# Pursued (película de 2004)
Pursued (conocida en España como Perseguido) es una película de drama y suspenso de 2004, dirigida por Kristoffer Tabori, escrita por Maggie April, musicalizada por Joey Newman, en la fotografía estuvo Mike Southon y los protagonistas son Christian Slater, Gil Bellows y Estella Warren, entre otros. El filme fue realizado por Andrew Stevens Entertainment, Artisan Entertainment y Daniel Grodnik Productions, se estrenó el 21 de diciembre de 2004.

## Sinopsis
Un directivo de alta tecnología que asciende a gran ritmo, tiene que resguardar su carrera y a sus seres queridos de las estrategias brutales de un cazatalentos corporativo homicida.